# Daniel Giraud Elliot

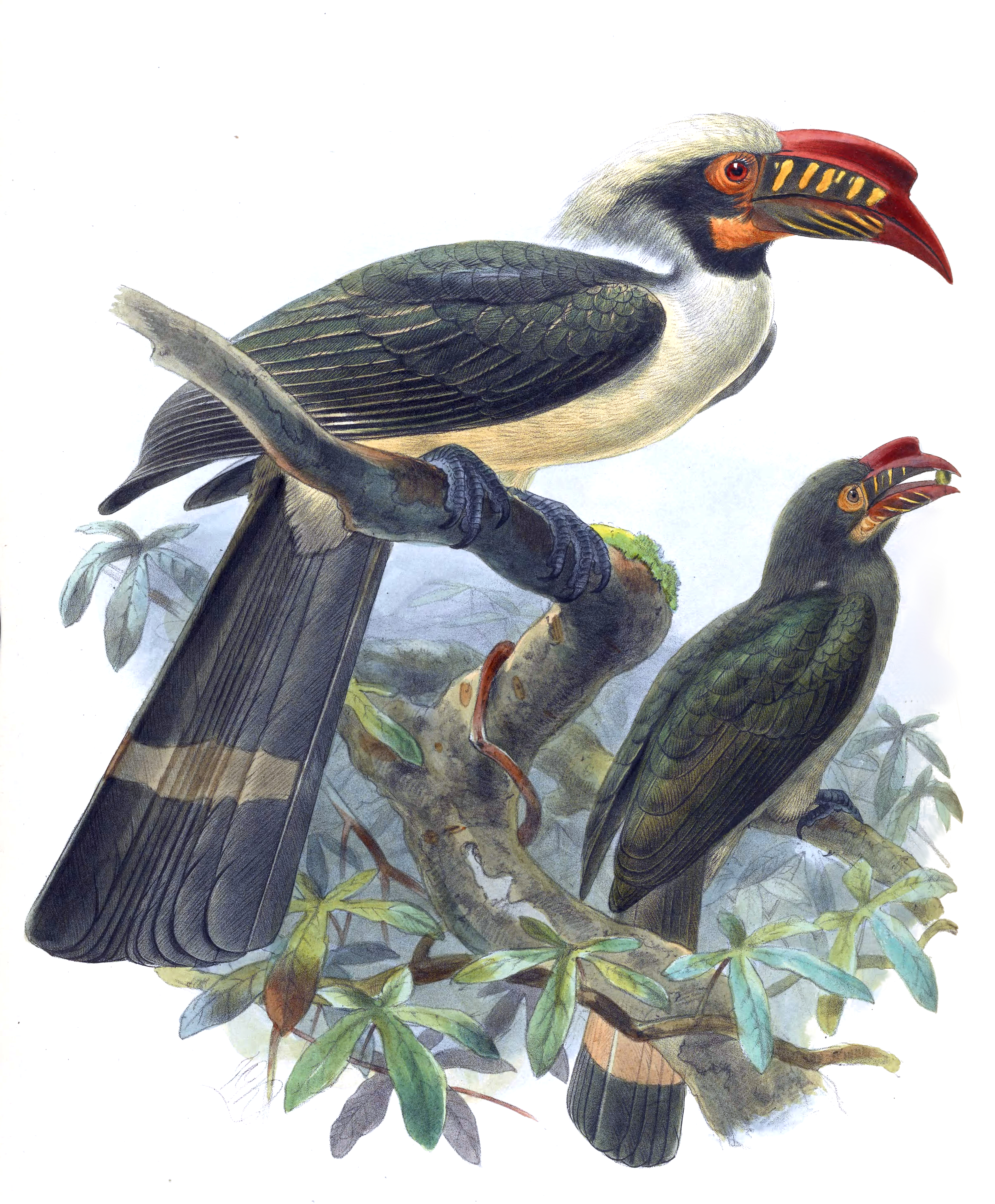
Cálaos filipinos: Ilustración para la obra de Daniel Giraud Elliot

Daniel Giraud Elliot ( Nueva York; 7 de marzo de 1835 - 22 de diciembre de 1915) fue un zoólogo estadounidense.
En 1856 viajó a Europa donde estudió la zoología hasta 1857. Se consagró especialmente a los mamíferos y publicó en 1558 su primer artículo científico The Ibis, que rápidamente le valió reconocimiento internacional.
Elliot fue uno de los fundadores del Museo Americano de Historia Natural en Nueva York y de la American Ornithologists' Union del cual asumió la presidencia durante dos años a partir de 1890. También fue encargado de zoología en el Field Museum en Chicago.

## Obra
Los libros de Elliot fueron ilustrados con maravillosas imágenes, de Joseph Wolf y Joseph Smit, quienes también habían trabajado para John Gould.
- A Monograph of the Phasianidae (Familia de los Faisanes) (1870-72)
- A Monograph of the Paradiseidae or Birds of Paradise (1873)
- A Monograph of the Felidae or Family of Cats (1878)

Monograph of the Phasianidae se considera como uno de sus mejores trabajos. Solamente se publicaron 118 ejemplares, cuenta con 81 litografías firmadas J. Wolf y J. Smit.

## Reconocimientos
La Academia Nacional de Ciencias de Estados Unidos concede la Medalla Daniel Giraud Elliot por el trabajo meritorio en la zoología o paleontología publicada en periodos de tres a cinco años.

## Abreviatura (zoología)
La abreviatura Elliot  se emplea para indicar a Daniel Giraud Elliot como autoridad en la descripción y taxonomía en zoología.